# Geophis laticollaris
Geophis laticollaris là một loài rắn trong họ Rắn nước. Loài này được Smith, Lynch & Altig mô tả khoa học đầu tiên năm 1965.